# YESTERDAY & TODAY (TOKIOのアルバム)
『YESTERDAY & TODAY』（イエスタデイ・アンド・トゥデイ）は、2000年2月2日にSony Recordsよりリリースされた、TOKIOの6作目のアルバム。

## 概要
Sony Recordsからリリースされた最後のオリジナルアルバムである。前作より2年越しのアルバムであるため、収録シングルはほとんど録り直しが行われている。

## 批評
| 専門評論家によるレビュー | 専門評論家によるレビュー |
| レビュー・スコア         | レビュー・スコア         |
| 出典                     | 評価                     |
| ------------------------ | ------------------------ |
| CDジャーナル             | 否定的                   |

CDジャーナルは、「SMAP的“いまどき”感にも、かと言ってキンキのような歌謡性にも、音楽面で欠けてるのが惜しい。」と批評した上で、「ヴァラエティ番組での息の合った雰囲気は、へたなバンドよりなんぼかバンドっぽいんだけどねえ。」と否定的に評価している。

## 収録曲
| #         | タイトル                                           | 作詞                 | 作曲       | 編曲                         | 時間  |
| --------- | -------------------------------------------------- | -------------------- | ---------- | ---------------------------- | ----- |
| 1.        | 「Overture」                                       |                      | Project T  | Project T                    | 1:04  |
| 2.        | 「Yesterday's」                                    | 清水昭男             | 清水昭男   | Project T                    | 4:14  |
| 3.        | 「Feel It」                                        | 白石紗澄李           | 白石紗澄李 | Project T                    | 4:27  |
| 4.        | 「何度も夢の中でくり返すラブ・ソング」(TOKIO Edit) | 忌野清志郎           | 忌野清志郎 | Project T                    | 4:21  |
| 5.        | 「Heart」                                          | 渡辺なつみ           | 清水昭男   | Project T                    | 4:16  |
| 6.        | 「忘れえぬ君へ…」(Remix)                           | 岡部真理子・清水昭男 | 清水昭男   | 森俊之                       | 4:42  |
| 7.        | 「Cool so Rock」                                   | 城島茂               | 城島茂     | Project T                    | 4:18  |
| 8.        | 「一秒のOthello 〜君に選ばれたい〜」(Matsu Remix)  | 秋元康               | 筒美京平   | そうる透                     | 3:47  |
| 9.        | 「ジャンクフードの逆襲」                           | 夏野芹子             | 渡辺未来   | 森俊之                       | 4:10  |
| 10.       | 「君を想うとき」(Romanesque Version)               | 渡辺なつみ           | 渡辺未来   | そうる透・吉村龍太・鶴田海生 | 5:15  |
| 11.       | 「Brake Down」                                     | 長瀬智也             | 長瀬智也   | Project T                    | 4:56  |
| 12.       | 「Love & Peace」(Play-out Version)                 | 岡部真理子           | 樋口了一   | Project T                    | 3:37  |
| 13.       | 「JUMBO」                                          | 鶴田海生             | 鶴田海生   | Project T                    | 3:45  |
| 14.       | 「Yesterday's 〜Reprise〜」                        |                      | 清水昭男   | Project T                    | 2:54  |
| 合計時間: | 合計時間:                                          | 合計時間:            | 合計時間:  | 合計時間:                    | 55:46 |

## 楽曲解説
1. Overture
2. Yesterday's
  - 今作のリードトラック

3rdベストアルバム『HEART』にも収録された[3]。
3. Feel It
4. 何度も夢の中でくり返すラブ・ソング（TOKIO Edit）
  - 16thシングルの1曲目のTOKIOエディット。
5. Heart
  - 3rdベストアルバム『HEART』に、同名異曲である「ハート」が収録されている[3]。
6. 忘れえぬ君へ… (Remix)
  - 17thシングルのリミックス・バージョン。
7. Cool so Rock
8. 一秒のOthello 〜君に選ばれたい〜（Matsu Remix）
  - J-FRIENDSのミニアルバム「People Of The World」収録曲のリミックスバージョン
9. ジャンクフードの逆襲
10. 君を想うとき（Romanesque Version）
  - 15thシングルの1曲目のアルバムバージョン。
11. Break Down
12. Love & Peace（Play-out Version）
  - 14thシングルのアルバムバージョン。
13. JUMBO
3rdベストアルバム『HEART』にも収録されている。
14. Yesterday's 〜Reprise〜
  - 今作のリードトラックのインストゥルメンタルバージョン。
  - インストゥルメンタルであるが、Johnny's netによる紹介ページには『作詞・作曲：清水昭男』と掲載されている。

## メディアでの使用
| # | 曲名            | タイアップ                     | 出典 |
| - | --------------- | ------------------------------ | ---- |
| 2 | 「Yesterday's」 | TBS系『ガチンコ!』テーマソング |      |

## 参加ミュージシャン

### TOKIO
- Guitars, Vocal：城島茂
- Bass, Vocal：山口達也
- Keyboards, Vocal：国分太一
- Drums, Vocal：松岡昌宏
- Vocal, Guitars：長瀬智也

### ゲストミュージシャン
- 森俊之(Organ) and 松原秀樹(Bass) on Track9

## 映像作品
Yesterday's
- TOKIO 10th anniversary LIVE 2004[4]
- OVER/PLUS[5]
- TOKIO 20th Anniversary Live Tour HEART[6]

Feel It
- 5 ROUND II[7]
- 僕の恋愛事情と台所事情（初回限定盤）[8]

Cool so Rock
- 5 ROUND II[7]

JUMBO
- TOKIO LIVE TOUR 2002 5 AHEAD in 日本武道館[9]
- TOKIO 10th anniversary LIVE 2004[4]
- OVER/PLUS[5]
- TOKIO LIVE TOUR 1718[10]
- TOKIO 20th Anniversary Live Tour HEART[6]